# 下級
| ウィキペディアには「下級」という見出しの百科事典記事はありません（タイトルに「下級」を含むページの一覧/「下級」で始まるページの一覧）。 代わりにウィクショナリーのページ「下級」が役に立つかもしれません。 |